# Noah Gordon
Noah Gordon (Worcester, Massachusetts, 11 de noviembre de 1926 - 22 de noviembre de 2021) fue un escritor estadounidense de novelas que se han convertido en superventas.

## Biografía
Es de origen judío por línea materna (Rose Melnikoff), quien le puso el nombre de Noah (Noé) en honor a su abuelo (Noah Melnikoff), tal y como relata el escritor en su web:

En un piso en Providence Street en Worcester, Massachusetts, en el Día del Armisticio, la esposa de Robert Gordon, Rose, dio a luz en el hogar a su segundo hijo. Fui llamado Noah en la memoria del padre de mi madre, Noah Melnikoff, que había muerto sólo unos meses antes. Él había sido encuadernador y, a decir de todos, un hombre maravilloso. Su viuda, mi abuela, Sarah Melnikoff, vivió con mi familia durante los siguientes 35 años y fue como una segunda madre para mí.

Estudió en la Union Hill School de Worcester, en la calle Dorchester, y se graduó en el Classical High School en febrero de 1945. Sirvió en la Infantería estadounidense. Presionado por sus padres, comenzó a estudiar medicina, pero luego, después de un semestre, sin decirles nada, cambió a Periodismo. Obtuvo su licenciatura en la Universidad de Boston en 1950 y un año más tarde concluyó un máster en Inglés y Escritura Creativa. 
Consiguió trabajo en Nueva York en Avon Publishing Co. A los dos años, se cambió a una pequeña revista, Focus. En Nueva York se casó con Lorraine Seay y cuando nació su primer hijo regresó a Massachusetts, donde trabajó como periodista independiente durante un año, hasta que ingresó como reportero en un periódico de su ciudad natal, The Worcester Telegram. En 1959 fue contratado por The Boston Herald, donde llegó a ser editor de Ciencia. Más tarde comenzó a escribir artículos científicos para una serie de publicaciones y sus primeras novelas. 
El reconocimiento internacional le llegó con El Médico, novela que inicia la saga de la familia Cole, completada posteriormente con Chamán y La doctora Cole.
Fue premiado en países europeos tales como Alemania, Italia y España, así como en Estados Unidos.
Vivió con su esposa Lorraine en Brookline (Condado de Norfolk, Massachusetts).

## Premios y distinciones
- Alumno Distinguido 1966 de la Universidad de Boston
- Autor del Año 1992, Alemania, Club de Libros Bertelsmann
- Euskadi de Plata 1992 por El Médico
- Finalista del Premio Seleziones 1993 del concurso literario italiano Bancarella con Chamán
- Premio James Fenimore Cooper 1993 de la Sociedad de Historiadores de EE. UU. por Chamán, "la mejor novela histórica publicada en 1991 y 1992"
- Euskadi de Plata 1995 por La doctora Cole
- Premio Que Leer 2000 por El último judío
- Premio Bocaccio 2001 (Italia) por El último judío
- Premio de la ciudad de Zaragoza 2006 por el conjunto de sus novelas históricas

## Obra
- El rabino (Rabbi), 1965
- El comité de la muerte (The Death Committee), 1969
- El diamante de Jerusalén (The Jerusalem Diamond), 1979
- El médico (The Physician), 1986
- Chamán (Shaman), 1992
- La doctora Cole (Matters of Choice), 1996
- El último judío (The Last Jew), 1999
- Sam y otros cuentos de animales (Sam and Other Animal Stories), 2002
- La bodega (The Winemaker), octubre de 2007 ISBN 9783896673671